# Рожнятів
Рожня́тів (також — Рожнітів) — селище в Україні, адміністративний центр Рожнятівської селищної громади Калуського району Івано-Франківської області. Населення складає 3907 осіб (станом на 1 січня 2017). В селищі розвинута лісова промисловість.

## Географія
Селище Рожнятів розташоване за 55 км від обласного центру та 26 км від районного центру, біля підніжжя Ґорґанів, в долині річки Дуби, поблизу річки Лімниці.
До 17 липня 2020 року, до адміністративно-територіальної реформи, Рожнятівський район був одним з найбільших серед 14 районів Івано-Франківської області. Він межував з Богородчанським, Калуським та Долинським районами. На півдні простягається межа району з Закарпаттям. На території колишнього району знаходилися три селища, а також 49 сіл. 70 % території району вкрито лісами. Територія Рожнятівського району охоплювала декілька високих пасем Ґорґан. Одним з таких є хребет Матагів. На ньому знаходяться одні з найвищих вершин Ґорґан — Висока (1806), Ігровець (1808), Середня(1638). Південніше височіє гора Сивуля (1836 м) — найвища гора Ґорґан. Паралельно до Матагова проходить ще один хребет, до якого належать вершини Ґрофа (1742 м), Паренки (1737 м), Попадя (1740 м).

## Назва
Одні вважають, що назва Рожнятів походить від прізвища Рожнятовські, інші — від поселення різних людей, треті — від великої різні між татарами і русинами.[джерело?]

## Історія

Історичний герб Рожнятова

### Заснування
Рожнятів відомий ще у XII столітті і є одним з найстаріших населених пунктів колишнього Рожнятівського району. Відомо, що поселення Стрий, Перегінськ, Рожнятів та інші виникли десь у другій половині XII століття — за князювання Ярослава Осмомисла, який зводив низку захисних укріплень проти угорських загарбницьких військ, що просувалися на Галич уздовж річки Лімниці.
Перше поселення виникло в долині річки Дуба, як невелика осада, і називалося Старим Селом. Ця назва частини міста збереглася і донині. Поселення будувалося в густих лісах, і працьовитим селянам доводилося докладати багато зусиль, щоб обробити клаптики землі. Але основним заняттям жителів було скотарство.
За одними даними у XIII столітті, а за іншими — у XV столітті в Рожнятові було збудовано укріплений замок. Знаходився він на високому місці і був оточений глибоким ровом з водою, мав бійниці та два підземні ходи. В приміщені колишнього замку тепер райвідділ міліції. В книзі «Рожнятів. Сторінки історії» 2005 року читаємо: «У середині XVIII століття граф Скарбек на рожнятівській височині відбудував новий невеликий замок, який зберігається до теперішнього часу…». Хоча нинішня споруда мало нагадує замок — нема ні відповідних оборонних укріплень, ні інших неодмінних атрибутів замкової архітектури.
Точних відомостей, коли зведений замок у Рожнятові, немає. Одні датують XIII століттям, інші — XV століттям. Та дослідники краю, народні перекази і легенди засвідчують, що замок був добре укріплений. Р. Федоренко у своїх дослідженнях зазначає: «У Рожнятові було збудовано укріплений замок. Стояв він на високому місці і був оточений глибоким ровом з водою, мав бійниці та два підземні ходи. Один з цих ходів вів до урочища «Батин», а другий — до костелу…» Костел не міг бути місцем тривалого сховку під час набігів ворогів, тож підземний хід скорше давав змогу переховатися в замку у скрутну годину, міг використовуватися і для господарських потреб його власниками. Інший підземний хід — в урочище «Батин» — проклали, очевидно, виключно з метою переховування під час військової загрози. До таких висновків спонукають археологічні дослідження поляка І.Коперницького, й українських вчених М. Смішка та Ярослава Пастернака. Сучасні археологічні дослідження могли б відкрити чимало таємниць минулого, а підземні ходи під Рожнятовом відкрили б багато таємниць. Добре відомо, що лише з 1387 року Рожнятів опинився під владою Речі Посполитої, а всередині XVIII століття на рожнятівській височині граф Скарбек відбудував невеличкий замок тому, що на початку XVIII століття Рожнятів став його приватним містечком.

### Під Польською владою
З 1387 до 1772 року Рожнятів був у складі Польщі та Речі Посполитої. Польські королі віддавали землі разом з селами у власність великим магнатам. Декілька століть Рожнятів переходив з рук у руки, доля ж його мешканців лишалася незмінною — вони стогнали в ярмі кріпосного права, жили в темряві та злиднях. Становище селян погіршувалося ще й тому, що магнати здавали свої маєтки частинами в оренду дрібній шляхті. Орендарі ж прагнули не тільки якомога більше накласти на селян повинностей, а й привласнити селянські землі. Свідченням цього є скарга мешканців Рожнятова на орендаря, що «їх власні ґрунти відняв і до двору приєднав».
В історичному документі згадується подія 29 червня 1411 року, про яку свідчив князь Федір Любартович у Жидачеві, про розподіл між селами Рожнятів і Нижній Струтин, що підтверджує зв'язок між давнішими поселеннями цих населених пунктів. У 1464 році є знову згадка про Рожнятів в «Актах городських і земських».
У XV—XVI століттях селище збільшується. У податковому реєстрі 1515 року в селі документується піп (отже, уже тоді була церква), млин і 5 ланів (близько 125 га) оброблюваної землі. В цей період на Рожнятів, як і на інші міста і села України, здійснювали набіги татари. Відомо чимало переказів про штурм замку та спалення околиць.
В середині XVII століття почалася визвольна війна українського народу проти панування поляків. Не обминула ця подія і наш край. Велике повстання під проводом отця Грабовського пройшло на Калущині і перекинулось на Рожнятів з околицями. Було спалено панський маєток у Сваричеві, захоплено замок у Рожнятові, а шляхту вибито. Восени 1648 року, коли селянсько-козацьке військо на чолі з Богданом Хмельницьким вступило на територію Галичини, багато жителів Рожнятова влилося в загони Семена Височана. Важливим етапом цієї боротьби було оволодіння Рожнятівським замком. Рожнятівські повстанці разом з мешканцями навколишніх сіл та міщанами з Калуша, озброєні гарматами, рушницями, гаківницями, почали його штурм. Перелякані шляхтичі не встояли перед натиском повсталих, покинули замок з усім скарбом і підземним ходом вийшли до лісу Батин. Але повстанці наздогнали їх біля Велдіжа (нині с. Шевченкове) і знищили. У 1649 році між Креховичами і Раковом відбулася битва, в якій було взято в полон чимало татар. За допомогу в цій війні владика Й.Шумлянський отримав від польського короля Яна III Собеського полонених татар та інші привілеї. Рожнятів розвивається, отримує право на проведення ярмарків.
Антифеодальна боротьба не припинялася і пізніше, змінювалися тільки її форми. Селяни нищили панське майно, часом вбивали шляхтичів. 1668 року галицький суд розглядав справу про вбивство шляхтича кріпаком з Рожнятова. На суді селянин зізнався, що він пана «вдарив по голові і з цього світу його згладив». Однією з форм протесту була втеча кріпаків. Щоб перешкодити цьому, поміщики домовлялися між собою про видачу втікачів. У 1694 році магнат Потоцький уклав спеціальний письмовий договір про це з власником Рожнятівського маєтку графом Скарбеком. Втікачі часто поповнювали загони опришків, які підтримували найтісніші зв'язки з селянами. Побратими в селах служили їм провідниками, надавали притулок, забезпечували харчами, переховували зброю, своєчасно повідомляли про небезпеку. Опришки мстили їх поневолювачам, роздавали селянам частину захопленого панського майна. Іван Баб'як із загону відважного ватажка Нестора подарував убогій жінці з Рожнятова 6 волів, яких він забрав у пана.
Церква Святого Архангела Михаїла з рожнятівського передмістя згадується 1684 року у реєстрі про сплату 5 злотих катедратика (столового податку). У реєстрі духовенства, церков і монастирів Львівської єпархії 1708 року згадується ще Церква Собору Пресвятої Богородиці з міста.
У 1703 році був побудований парафіяльний костел, в середині XVIII століття граф Скарбек відбудував замок, який зберігся дотепер. 1772 року в Галичину прийшла австрійська влада.

### Під Австрійською владою
З 1772 року Галичина, за наслідками першого поділу Речі Посполитої, відійшла до Австрії. Австрійська влада ліквідувала права феодалів на міста — 14 листопада 1785 року Рожнятів офіційно отримав статус міста згідно з маґдебурзьким правом. У місті тоді було тільки 188 будинків і 1008 жителів. Цікаво прослідкувати в історичному контексті зміну чисельності населення від тих 1008 до 4000 жителів тепер. Врахування цього факту при вирішенні надання Рожнятову статусу міста на даному етапі має принципове значення. Скасування панщини у 1848 році пожвавило економічне життя міста, в якому наприкінці XIX століття вже налічувалося майже 3000 осіб. Р. Федоренко у тій такі книзі про Рожнятів подавав такі дані: «На початку XX століття місто стає важливим економічним центром східної Бойківщини».
Любомир Михайлів, автор історико-краєзнавчої книжки «Рожнятів і околиці» — наводить факт, що 15 вересня 1840 року «австрійський цісар Фердинанд I надав містечку Рожнятову привілей на сім щорічних ярмаркових днів». Це при тім, що Калуш і Долина мали по шість ярмаркових днів, а Снятин і Болехів — по п'ять. Забудова рожнятівської височин була простою й органічною, творила єдиний просторово — архітектурний ансамбль. У замку-палаці Скарбка розміщувалися повітовий суд, поліція, з 1906 року з'явилося нове приміщення школи, поруч — старий парафіяльний костел. Від замку до костелу вела доглянута липова алея, чи, яку охрестили «липова вулиця». Навколо були численні єврейські крамнички. Біля підніжжя гори — обгороджений і доглянутий відпочинковий став. Став був глибокий, в пам'яті старожилів зафіксувався випадок трагічної смерті місцевого вчителя й учнів. Світлини 30-х років фотомайстра Ярослава Коваля дають можливість переконатися, що замок Скарбка на той час уже не виконував якихось захисних функцій для Рожнятова. Він був радше адміністративним панським палацом, над яким височіла шпильчаста вежа, яка завершувалася невеличким флюгером. Нижча вежа з оглядовим майданчиком вже не мала бійниць — високі зверху заокруглені вікна і зубчаті стіни фортечної конфігурації. Діяв і костел, збудований ще 1703 року і відтак зруйнований за часі СРСР. Під костелом були підвальні просторі приміщення. Десь там був і підземний хід до замку, а далі — в урочище Батин.
У 1782 році тут відкрито солеварню, на якій працювало 6 робітників. 14 листопада 1785 року Рожнятів отримав Магдебурзьке право. На цей час в ньому налічувалося 188 будинків, проживало 1008 осіб. 1811 року граф Скарбек відкрив у місті ткацьку майстерню, де на ручних ткацьких верстатах виробляли тканини із лляної і вовняної пряжі. 1838 року в Рожнятові було вже кілька підприємств — цегельня, водяний млин, ґуральня і броварня, які належали Скарбеку. На цих підприємствах працювало від 10 до 50 робітників. Однак основним заняттям більшості жителів, як і раніше, залишалося сільське господарство. Найкращими навколишніми землями — 838 моргами орної землі та 279 моргами пасовиськ — володів поміщик. Він же був власником всіх лісових багатств (310 моргів). Міщанам належало 439 моргів землі та лише 1 морг лісу.
Після реформи 1848 року в Рожнятові спостерігалося прискорення розвитку промисловості, пожвавлення торгівлі. Багаті міщани почали вкладати капітали в промислові підприємства. В місті з'явилися ще 1 млин і тартак. Граф Скарбек розширив свою цегельню та броварню.
У 1857 році налічувалося 2505 мешканців, 621 домогосподарств, чимало курних хат. Міщани жили у великій тісноті. 1877 року в Рожнятові засновано двокласну школу. Через злиденне матеріальне становище діти трудящих залишалися поза навчанням.
6 серпня 1888 року велика пожежа знищила 80 будинків, але це не завадило розбудові Рожнятова, тому для культурних потреб населення було створено бібліотеку та збудовано нове приміщення школи, в якому навчання проходить понині. 2006 року у Рожнятові відзначено 100-річчя школи. На початку XX століття було відкрито бойню, сепараторний пункт, який згодом став маслозаводом. Становище робітників на цих підприємствах та у панському фільварку було важким — робочий день ненормований, а заробітна плата мізерна, до того ж залежала вона від примх власників. Не всі мешканці Рожнятова могли знайти роботу в місті. Доводилося найматися до поміщиків, куркулів, торговців або йти до Калуша, Долини чи на лісорозробки до Брошнева. Відчай, безробіття гнали трудящих і за океан. Десятки жителів Рожнятова, не знайшовши в Америці кращого життя, поверталися на рідну землю покаліченими і знесиленими.

Церква Різдва Христового

У 1902 році двокласну школу перетворено на чотирикласну, яка розміщувалася в старій тісній халупі. Лише 1906 року збудовано нове шкільне приміщення.
Під час Першої світової війни Рожнятів опинився в зоні воєнних дій. У 1914 році до селища Рожнятів увійшли російські війська. У лютому 1915 року австро-угорська артилерія протягом трьох днів обстрілювала Рожнятів. Шалені атаки австрійців не принесли їм успіху. Лише за 2 дні росіяни взяли у полон 2625 солдатів і офіцерів противника. Внаслідок обстрілів чимало будинків було зруйновано. Люди гинули не лише від куль, а й від голодомору, епідемії тифу. Частина мобілізованих не повернулася додому, решта — стала інвалідами.
За короткий період ЗУНР (листопад 1918 — травень 1919) проведено вибори місцевого самоврядування, ведена в державне діловодство українська мова, відкрито українські школи, відроджувалося господарство.

### Відновлення Польської влади
Наприкінці травня 1919 року Рожнятів окупували поляки. Становище населення погіршилося. Робітники терпіли від безробіття, а міщани, що були хліборобами, — від безземелля. Їм належало лише 670 га землі та 9 га лісу. В приватній власності були ліс, луки, пасовища і найкращі землі. Міщани мусили відробляти на фільварку за користування пасовищем — зібрати морг збіжжя або викопати 20 цнт картоплі. За право косити сіно — корчували ліс. Робочий день на фільварку тривав 12—13 годин, а заробіток становив 30—50 грошів.
У 1921 році в Рожнятові налічувалося 3266 жителів, а через 10 років трохи збільшилась — приблизно 3650 осіб, налічувалось 667 домогосподарств.
Не краще жилося також робітникам і ремісникам. У Рожнятові у 1930-х роках діяли 3 лісопильні, цегельня, 3 водяні млини, які належали фірмі «Ґлезінгер», тут працювали маслозавод і броварня. В місті налічувалося 183 приватні крамнички, що належали в основному багатим міщанам. Торгували своїми виробами і ремісники — шевці, кравці, кушніри. У 1939 році в Рожнятові були 2 бондарі, 3 стельмахи та килимар.
У 1934 року початкову школу реорганізовано в семирічку, в якій навчалося 570 учнів. Ніхто з учителів не мав вищої освіти. Навчання провадилося польською мовою. Учнів карали. Саме навчання вимагало значних матеріальних витрат — зошит коштував 10—12 грошів, а підручник — 1—2 злоті. Батьки, які мали скромні достатки, могли навчати своїх дітей щонайбільше протягом 1—2 років, бідніші — зовсім не посилали дітей до школи. Середня або вища освіта була доступною хіба тільки дітям багатіїв. У 1939 році лише 2 особи навчалися у вишах. З культурно-освітніх закладів у Рожнятові були бібліотека та кілька національних клубів. У 1939 році бібліотека мала кілька сотень бульварних романів та детективів Відвідували бібліотеку лише представники місцевої «еліти». Діяли також польський напіввійськовий клуб «Сокіл» та український клуб «Бесіда». Не кращою була ситуація у сфері охорони здоров'я. Виклик приватного лікаря, а їх у Рожнятові було лише два, коштувало дорого. Профілактична робота не провадилася зовсім.
На початку 1939 року в Рожнятові проживало 3726 осіб. Близько 32 % мешканців було зайнято в сільському господарстві, понад 42 % — в торгівлі, 19 % становили робітники, понад 6 % — урядовці. Урядовцями були виключно поляки. Українців не допускали не тільки до роботи в урядових установах, навіть вчителями їм було важко влаштуватися. За історичними джерелами, напередодні 1939 року в Рожнятові нараховувалося до 200(!) приватних крамничок.
З 1928 року в Рожнятові діяла організація «Сельроб», вона згуртовувала робітників і селян усіх національностей. Одним з керівників цієї організації був В. Й. Шлапак. У 1931 році в місті було створено осередок КПЗУ. В КПЗУ Вступати особливої охоти ніхто не мав, тому на початку в осередку налічувалося 15 членів. Активними діячами були Д. Г. Ланцман, І. В. Котурбаш, Е. Л. Геллер. Комуністи звертали пильну увагу на роботу із молоддю, пропаганду, нав'язування утопічних комуністичних ідей. У 1934 році в місті було створено комсомольську організацію. Серед комсомольців активністю відзначалися В. Котурбаш, М. Гаутман, О. В. Юречко, І. О. Пришлякевич. Члени КПЗУ та КСМЗУ нав'язували населенню політику Радянського Союзу, розповідали про економічні, культурні та політичні «успіхи» Радянської України, відзначали революційні свята, розповсюджували політичну літературу, тим самим ламаючи віковічні традиції та усталені погляди бойків. В ніч на 7 листопада 1934 року в Рожнятові були розклеєні комуністичні листівки польською мовою. Більшість з них мали абсолютно абсурдний зміст, плямували честь українських націоналістичних організацій. Приміром, в одній з них було сказано: «Слава пам'яті революційних борців, жертв кривавої пацифікації на Волині Адама і Степана Васютів і 7 селян з Холмщини, закатованих окупантами в тюрмі Янівській. Геть з фашистським зборищем ОУН». В іншій — проголошувалася політична програма: «Хай живе 7 листопада, річниця Жовтневої революції, хай живе Жовтень цілого світу, хай живе загальний страйк у Польщі! Хай живе збройне повстання робітників та робітниць проти фашизму та окупації, хай живе право Західної України на самовизначення аж до відірвання!». Як зрозуміло з тексту, листівка носила не лише заклик до революційних дій, повалення влади, але й ламання всього усталеного життя і приєднання до окупованої більшовиками Радянської України. На багатьох будинках було вивішено червоні прапори.
У 1939 році в Рожнятові проживало 3950 мешканців (1500 українців, 250 поляків, 550 латинників, 1650 євреїв).
З 1940 року Рожнятів — адміністративний центр утвореного Рожнятівського району.

### У Другій світовій війні
У 1939 році під час окупації Червоної армії до Рожнятова створено тимчасове управління, до складу його ввійшли все ті ж самі І. В. Котурбаш, Д. Г. Ланцман, О. В. Юречко. Очолив управління І. А. Юречко. Управління закликами і погрозами змушувало місцеве населення підтримувати «порядок», сумлінно працювати на Радянську владу, викривати борців за волю Батьківщини. Тимчасове управління організувало тотальний контроль над виробництвом, розподілом і споживанням промислових і продовольчих товарів. Це був етап на шляху до повного контролю радянської влади над місцевою промисловістю і приватними торговельними підприємствами. Провадилася боротьба із приватною торгівлею. Від Рожнятова депутатом Народних Зборів було делеговано С. В. Котурбаша. У листопаді в Рожнятові створено комісію націоналізації (голова — М. І. Турків), яка з 1 грудня почала роботу. Питання про націоналізацію підприємств обговорювалося на зборах робітників. Позитивним моментом було лише запровадження заходів щодо розширення підприємств, було налагоджено виробництво возів, створено артіль шевців і кравців. Тимчасове управління також ліквідувало безробіття, але за заробітну плату через відсутність товарів у торгівлі практично нічого неможливо було купити.
Наприкінці 1939 року в Рожнятові вже діяли семирічна школа, поліклініка. Відкрився клуб, де демонструвалися кінофільми, здебільшого агітаційні й історико-революційні. Були створені гуртки художньої самодіяльності. 17 січня 1940 року Рожнятів став районним центром, незабаром отримав статус селища міського типу. Для ліквідації неписьменності серед дорослого населення організувалися гуртки і школа, де навчалися сотні осіб. Через кілька місяців у селищі діяло вже 5 компартійних організацій, колектив агітаторів і лекторів налічував близько 70 осіб. Вони «роз'яснювали» політику Радянського уряду, намагалися «виховувати» місцеве населення в дусі відданості комуністичним ідеалам, боролися проти українського визвольного руху і націоналізму. На початку 1940 року створено ліспромгосп, де працювало 860 робітників. Для лісорубів було збудовано 3 барачні гуртожитки.
22 червня 1941 року в селищі відбувся масовий мітинг, на ньому виступив голова виконкому селищної Ради М. В. Котурбаш. Він закликав рожнятівців готуватися до боротьби фашизмом. 1 липня 1941 року гітлерівські загони захопили Рожнятів. 9 липня проведено поховання Леніна. Окупаційний уряд приніс розруху і руйнування містечка, горе в родини містян. Так, з Рожнятова було відправлено на німецьку каторгу понад 120 юнаків і дівчат. Багато з них там і загинули. Гестапівці закатували комуністів братів І. В. і С. В. Котурбашів, І. О. Пришлякевича, знищили близько 2 тис. осіб єврейського населення. Загалом нова влада не принесла жаданого звільнення з-під ярма радянської влади, позаяк Україна потрапила до інших окупантів. Свідченням тому слова з пісні того часу: «А як прийшов ляндвірд грубий, То за жорна вибив зуби».
20 липня 1944 року 237-а стрілецька дивізія перейшла в наступ у напрямі на місто Ужгород і Карпати. Біля містечка Рожнятів 1 серпня 1944 року великі сили гітлерівців зробили фланговий удар по дивізії, що вирвалася вперед. Відбиваючи танкову контратаку, молодший лейтенант Цаплін підпалив 2 німецькі танки, але був смертельно поранений уламком снаряда, що розірвався, і помер цього ж дня на руках товаришів. 14 серпня 1944 року він був посмертно нагороджений орденом Вітчизняної війни 1-го ступеня, який був переданий разом з Грамотою Героя Радянського Союзу його матері.
Чоловіки призовного віку були відправлені на фронт, старіші — відбудовували шляхи і мости, підірвані німцями. У фонд оборони в 1944 році з району реквізовано понад 1300 цнт м'яса, 890 цнт картоплі, 100 цнт овочів. Рожнятів зазнав значних руйнувань. Близько 100 будинків було зруйновано зовсім, виведено з ладу мости, зокрема залізничний, зруйновано шляхи до лісорозробок.

### У радянські часи
Величезний ресурс деревини став об'єктом негайної розробки. Швидкими темпами відбудовувався ліспромгосп. Уже у вересні на лісорозробках працювало 326 робітників. Протягом одного року збудовано 18 мостів для вузькоколійки, що дало можливість виконувати планові завдання. Звідусіль до ліспромгоспу надходили потрібне устаткування, матеріали. Чимало заготовленої деревини йшло для потреб гірників Донбасу. Для відбудови народного господарства випускав продукцію райпромкомбінат — черепицю, цеглу, пиломатеріали, дранку, ґонту, а також меблі. З 1944 року діяв у селищі пункт первинної переробки молока, який поступово перетворено на сироварний завод. 1945 року в Рожнятові відкрито районну лікарню на 175 ліжок з хірургічним, терапевтичним, дитячим, інфекційним, туберкульозним та пологовим відділеннями.
Сільське господарство на той час базувалося здебільшого на одноосібних господарствах і розвивалося дуже повільно. Рожнятівські комуністи за вказівкою начальства силою домоглися створення колективного господарства. У 1948 році організовано колгосп «Нове життя». Спочатку включили 9 господарств, але вже 1949 року в колгосп були насильно приєднані 115 господарств — всі рожнятівські селяни. Колгоспу передано 200 га орної землі, 100 га сінокосу, 200 га пасовищ. Одними з перших організаторів колгоспу були М. В. Юречко та І. А. Юречко. Тоді ж при колгоспі створено партійну організацію. У 1951 році колгосп «Нове життя» об'єднали з колгоспом «Радянська Україна» (с. Сваричів). Оплата праці в колгоспі була настільки мізерною, що для фізичного виживання селяни змушені були навчитися красти харчі з колгоспів. Згадувана пісня підсумувала зміни: «А як прийшли «Да, да», То настала зовсім біда».
З метою більш раціонального використання лісових багатств 1955 року Рожнятівський ліспромгосп об'єднано з Рожнятівським лісокомбінатом, що був розміщений у Брошнів-Осаді. Укрупнення підприємств лісової промисловості відбувалося і пізніше. Зокрема, 1964 року до цього лісокомбінату ввійшов промкомбінат як спеціалізований цех по випуску меблів. А через 4 роки на базі його виникла Рожнятівська меблева фабрика. В той час було проведено певну механізацію процесів виробництва — замість рубанків і фуганків, впроваджували рейсмусні, фрезерні, токарні, свердлильні, циркулярні верстати. Звичайно, обладнання було далеке від передових зразків світової деревообробної техніки, але це був значний крок вперед. Для виготовлення меблів все більше використовувалися деревно-стружкові плити.
1945 року семирічну школу реорганізовано в середню. Вперше з 1919 року діти робітників і селян дістали можливість здобувати середню освіту рідною мовою. При школі був гуртожиток для учнів з віддалених сіл, створені навчальні кабінети: фізичний, біологічний, хімічний, історичний, слюсарна та столярна майстерні. На ознаменування «25-річчя визволення Рожнятова від німецько-фашистських загарбників» при вході до школи було встановлено меморіальну дошку.
1961 року збудовано нове приміщення лікарні, обладнане сучасною тоді медичною апаратурою. В селищі відкрито поліклініку та пункт медичної допомоги.
Рожнятів перетворився у велике квітуче селище. В селищі налічувалося понад 600 будинків, з них 160 — комунальних. За післявоєнні роки виросли нові вулиці — Нафтовиків, Андрія Цапліна, Юрія Гагаріна. В центрі селища у 1950 році був відкритий пам'ятник: солдат, що схилився над братською могилою, де поховані ті, що полягли в бою за Рожнятів. У 1967 році було відкрито новий сквер, висаджено 600 метрів живої огорожі, 10 тис. декоративних кущів. У 1969 році розпочата газифікація Рожнятова.
У 1963 році на західній околиці Рожнятова почалося будівництво водосховища для забезпечення Калуського хіміко-металургійного комбінату водою. На захід від містечка простягається велике водосховище на ріці Чечві. Довжина дамби 3 км, висота 11-17 м, максимальна глибина 7 м, але останнім часом озеро потрібно поглиблювати, щоб збільшити постачання води до калуських підприємств.
У 1960—1970-х роках було збудовано універмаг, побуткомбінат, лазню, кінотеатр, готель, хлібозавод, споруджено 60-ти квартирні будинки та інші будівлі. Але не всі зміни були позитивними. Зруйновано давній костел. Знову ж таки спогади старожилів відтворюють події того часу — в підземних ходах були 4 труни (в тому числі священика й органіста), а місцева дітлашня бавилася рештками органу. Переказують, що після руйнації костелу дзвін «Адам» закопали десь неподалік і що він досі ще під землею. Кований з металевих смужок костельний хрест нині зберігається і чекає свого часу в рожнятівському музеї «Бойківщина». Старожили пам'ятають замкові вали ще й у післявоєнний час. Згідно з місцевими легендами туристичного призначення, енкаведисти часто виводили з підземних казематів оунівців чи упівців і змордованих припирали сидячки до валів — наганяли страх на інших. Станом на 1970 рік чисельність населення складала 3100 осіб.
Радянська влада заподіяла великої шкоди історико-культурним пам'яткам Рожнятова — було знесено замкові вежі, зруйновано костел, захаращено став, знищено синагогу тощо. Саме з часу заснування замку бере свій початок герб Рожнятова. У XVIII—XIX століттях функції герба міста (зображення на міській печатці тощо) виконував родовий герб Скарбків «Абданк»: «На червленому полі срібний укорочений, двічі переламаний пояс» (польські гербовники традиційно тлумачили цей архаїчний символ як сполучення чотирьох латинських літер «V» — нібито скорочений девіз «Veritas, Victoria, Virtus, Vita», тобто «істина, перемога, чеснота, життя»).

### У Незалежній Україні
Рожнятів увійшов з набуттям незалежності України розвинутим містечком. Населення складало 4400 осіб.
12 червня 2020 року, відповідно з розпорядження Кабінету Міністрів України № 714-р «Про визначення адміністративних центрів та затвердження територій територіальних громад Івано-Франківської області», утворена Рожнятівська селищна громада.
17 липня 2020 року, в результаті адміністративно-територіальної реформи та ліквідації Рожнятівського району, сеище увійшло до складу Калуського району.
26 січня 2024 року в Україні набув чинності Закон № 3285-IX, який передбачає дерадянізацію адміністративно-територіального устрою України, то ж селище міського типу Рожнятів набуло статусу селища.

## Населення

### Мова
Розподіл населення за рідною мовою за даними перепису 2001 року:
| Мова            | Кількість | Відсоток |
| --------------- | --------- | -------- |
| українська      | 3960      | 98.93%   |
| російська       | 40        | 1.01%    |
| білоруська      | 1         | 0.02%    |
| вірменська      | 1         | 0.02%    |
| інші/не вказали | 1         | 0.02%    |
| Усього          | 4003      | 100%     |

## Пам'ятки
Рожнятів  цікавий для туристів. На старому цвинтарі по вулиці Струтинській знаходяться могили багатьох видатних діячів краю: педагога, громадсько-культурного діяча Олександра Гапановича (19.11.1886—04.11.1973), нотаріуса Дмитра Генсьорського (28.10.1884—01.10.1958), судді повітового суду Костянтина Лозинського (1878—1927), священика УГКЦ, намісника декана Перегінського, пароха Рожнятова Юліяна Покинського, аптекаря Зенона Скалки (1851—1915). На новому цвинтарі знаходиться могила художника Володимира Харченка (?-22.12.2002). Також у Рожнятові багато пам'ятників і меморіальних дощок: пам'ятник І. Франкові (1966, робота Й. Николишин) по вул. Д. Вітовського, символічна могила борцям за волю України (1991) по тій самій вулиці, пам'ятник «Героям Небесної Сотні та Воїнам, Загиблим на сході за Незалежність України», скульптурна композиція «Бойківщина» (1996, автори П. Чепель, Шталер, архітектор Роман Сивенький) на пл. Єдності, пам'ятний знак борцям за волю України (1993) і символічна могила 4 воякам УПА та іншим жертвам комуністичного терору (за початковою школою) по вул. Нафтовиків, братська могила воїнів радянської армії та Героя Радянського Союзу Андрія Цапліна (1923—1944) і пам'ятник полеглим (1969, реконст. 1985, І. Люклян), меморіальна дошка Героєві Радянського Союзу Андрієві Цапліну (1923—1944) (1987, на фасаді дитсадку) і пам'ятник йому по вулиці Січових стрільців, меморіальна дошка Героєві Радянського Союзу Андрісві Цапліну (1923—1944) (1986, на приміщенні школи) і пам'ятник Тарасові Шевченкові (2001) по вулиці Шкільній.

Пам'ятник радянським військовикам
Пам'ятник Тарасові Шевченку
Пам'ятник героям Небесної Сотні та воїнам АТО

## Місто-побратим
- Польща Ясткув

## Відомі особи
- Курбас Роман Пилипович (стрийко Леся Курбаса) 1922 року відкрив адвокатську канцелярію, 1926—39 років очолював повітову філію товариства «Просвіта», під час окупації західноукраїнських земель військами вермахту в роки ІІ-ї світової війни (1 липня 1941 — 28 липня 1944) обіймав у Рожнятові посаду бургомістра.
- Левинська Ірина Омелянівна — письменниця
- Мирович Роман Гнатович — український поет і композитор, керівник студентської ланки ОУН у 1937—1938.
- Перцев Денис Павлович — голова Товариства українців у Фінляндії.
- Рихтицька Дарія  — поетеса, вчителька за фахом. Дарія Мельникович-Рихтицька прийшла в українську поезію у розквіті своїх сил. Почала друкуватись із середини 70-х років в українській пресі діаспори — журналі «Шлях перемоги»(Німеччина), «Свобода»(США), та ін. виданнях. У 1944 році емігрувала в Німеччину, в Баварію. Тут, у Регенсбурзі, закінчила гімназію. Вийшла заміж за Любомира Рихтицького, члена УПА, автора багатьох книжок про рух Опору в Україні. Педагогічну освіту здобула на Вищих педагогічних курсах. Зараз проживає у США, багато уваги приділяла і приділяє вихованню молоді, активістка жіночого руху. У поезії Д.Рихтицької органічно поєднуються патріотичні національно-визвольні мотиви з лірично-інтимними настроями і почуттями. Як вірна дочка свого народу, вона на чужині тонко відчуває болі рідного краю, рани душі свого народу, героїчні і трагічні сторінки його історії, зокрема визвольного руху Опору на Прикарпатті
- Площанський Михайло — художник декоративно-прикладного мистецтва, скульптор-монументаліст.
- Наталя Бурак (Наталюрак) — чемпіон світу по кількості проспаних годин в день (з 1765 року — понині), міністр внутрішніх справ Великобританії, кавалер Орлину Мерліна ІІІ ступеня.